# Nicolaus Brömse

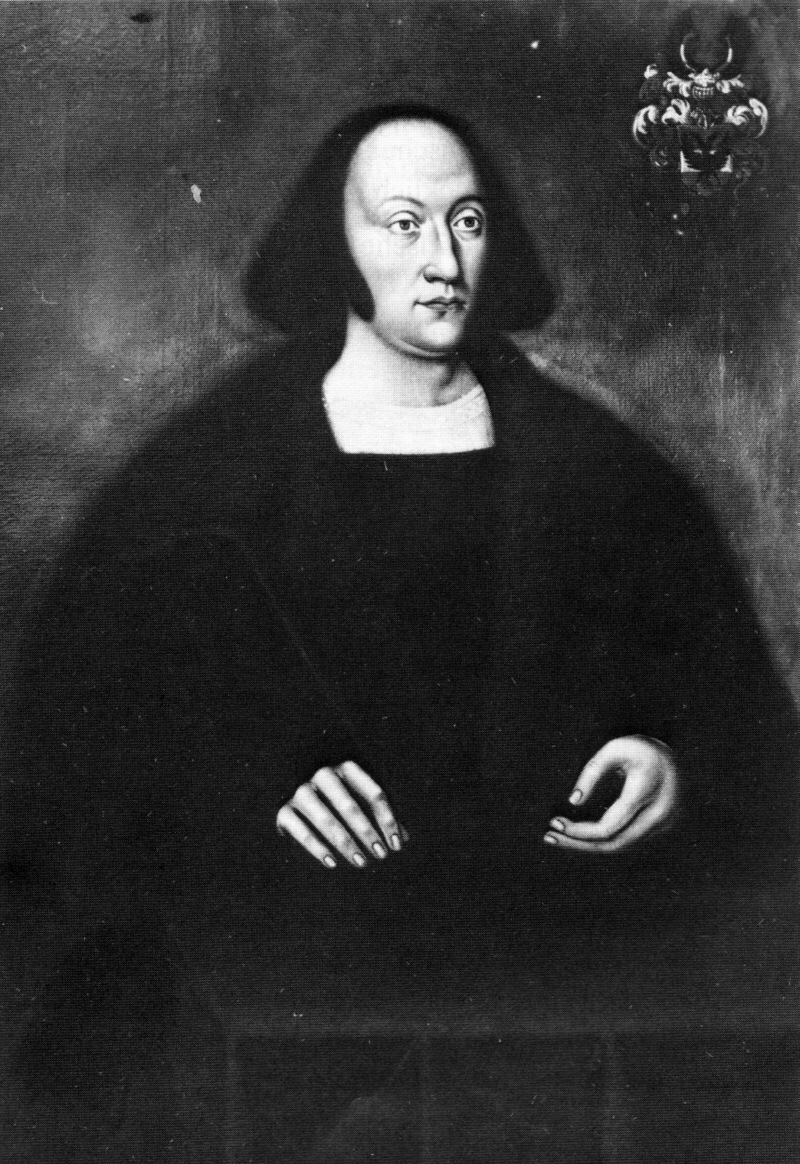
Nikolaus Brömse

Nikolaus Brömse, död 1543 i Lübeck, var en lybsk politiker.
Brömse spelade en stor roll i Lübeck, där han var borgmästare från 1519, och verkade till förmån för Gustav Vasa, vilken han enligt Peder Swart skyddade då lybeckarna ville återsända Gustav till Kristian II. 1531 ombesörjde Brömse tillsammans med andra lybeckare Gustav Vasas giftermålsunderhandlingar med Sachsen-Lauenburg. Han var motståndare till Jürgen Wullenwevers politiska och religiösa omvälvningsplaner, och höll troget fast vid katolicismen; 1531 måste han lämna Lübeck, då Wullenwevers parti vann överhanden, men begav sig då till kejsar Karl V och arbetade hos honom för att motverka den nya regimen i hemstaden. Då Wullenwever 1535 måste ge vika, återvände Brömse och insattes i sin forna värdighet.

## Källor

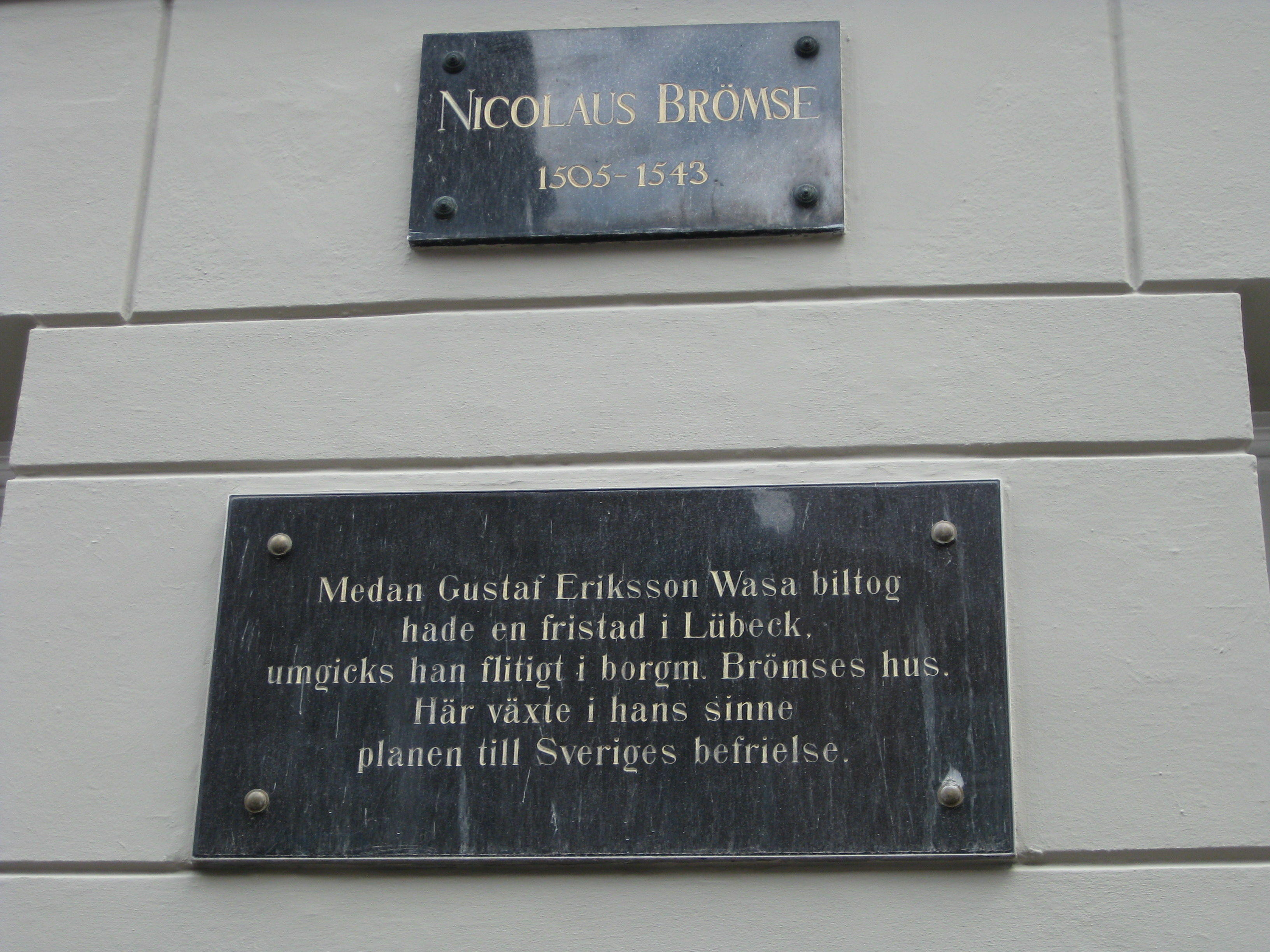